# Saint-Christophe-en-Brionnais
Saint-Christophe-en-Brionnais é uma comuna francesa na região administrativa de Borgonha-Franco-Condado, no departamento Saône-et-Loire. Estende-se por uma área de 15,19 km². Em 2010 a comuna tinha 540 habitantes (densidade: 35,5 hab./km²).